# Rudolf Dix
Rudolf Dix (* 11. Mai 1884 in Leipzig; † 17. April 1952 Frankfurt am Main) war ein deutscher Rechtsanwalt und Notar. Ab 1939 trug er die Ehrenbezeichnung eines Justizrats.
Von 1932 bis 1933 war er Präsident des Deutschen Anwaltsvereins (DAV). Er gehörte im Dritten Reich zu den bekanntesten Strafverteidigern für politische Oppositionelle. In den Nürnberger Prozessen gegen die Hauptkriegsverbrecher war er Hauptverteidiger von Reichsbankpräsident und Reichswirtschaftsminister Hjalmar Schacht und im I.G.-Farben-Prozess von dem Vorstandsvorsitzenden der I.G. Farben Hermann Schmitz. Außerdem war er Prozessbevollmächtigter der Bundesregierung beim KPD-Prozess vor dem Bundesverfassungsgericht.
Rudolf Dix war in den 1930er und 1940er Jahren Aufsichtsratsvorsitzender der Oranienburger Chemische Fabrik AG in Oranienburg und der „Hubertus“ Grundstücks-Aktiengesellschaft in Berlin.

## Leben

### Herkunft, Jurastudium und Reichskolonialdienst

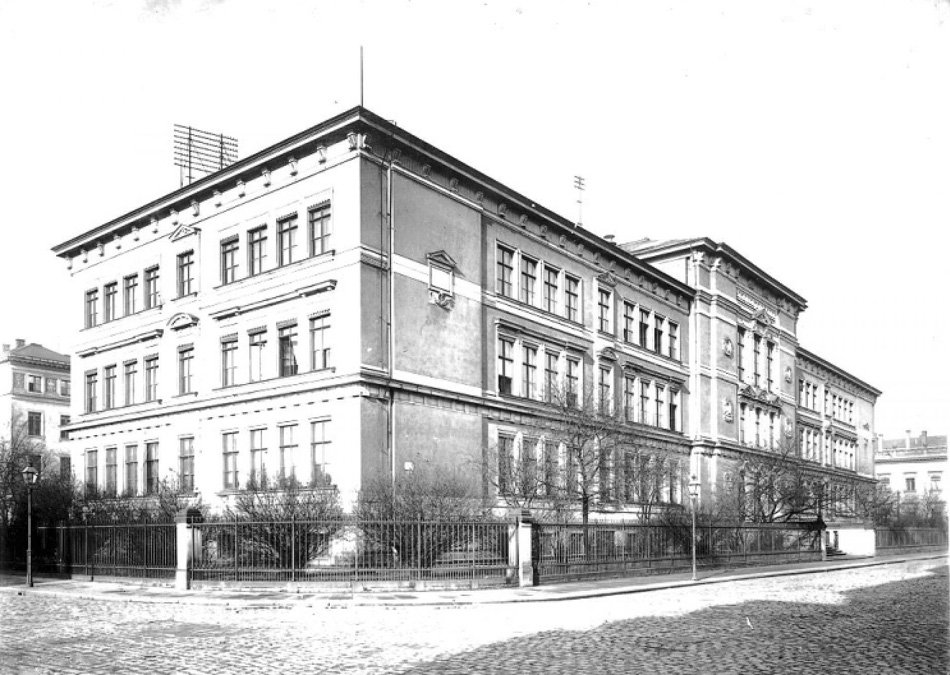
Thomasschule zu Leipzig (um 1900)

Rudolf Dix’ Vorfahren stammten aus dem thüringischen Raum und waren überwiegend niedergelassene Ärzte. Er wurde 1884 als Sohn des Rechtsanwalts am Reichsgericht Paul Dix in Leipzig geboren. Sein Vater verteidigte vor dem Reichsgericht hochrangige Vertreter der deutschen Arbeiterbewegung, u. a. die nachmaligen Parteivorsitzenden August Bebel (SPD) in einer Anklage im Zuge der Sozialistengesetze (1882) und Karl Liebknecht (KPD) im sogenannten Hochverratsprozess (1907).
Nach dem Abitur 1903 an der humanistisch-altsprachlichen Thomasschule zu Leipzig studierte er Rechtswissenschaften an der Universität Zürich und legte das Referendarexamen (Erste Juristische Staatsprüfung) an der Universität Leipzig ab. Danach begann er sein Referendariat im Königreich Sachsen und wurde im Jahr 1907 an der Juristischen Fakultät der Universität Leipzig mit der strafrechtlichen Dissertation Die rechtliche Stellung des Verteidigers zum Angeklagten zum Dr. jur. promoviert. Im Anschluss wurde er als Einjährig-Freiwilliger zum Militärdienst beim Kurmärkischen Dragoner-Regiment Nr. 14 im elsässischen Colmar eingezogen und legte schließlich sein Assessorexamen in Leipzig ab.
Im Anschluss absolvierte er seinen juristischen Assessordienst im Reichskolonialdienst in Deutsch-Ostafrika. Im Verwaltungssitz Douala der deutschen Kolonie Kamerun war er danach als höherer Verwaltungsbeamter in der Funktion eines Eingeborenenrichters eingesetzt. 1913 ehelichte er Maria Kersten. Im Ersten Weltkrieg diente er als Reserveoffizier mit dem Dienstgrad Leutnant der Reserve in der Kaiserlichen Schutztruppe für Kamerun. Er geriet zunächst 1916 im Kolonialgebiet Kamerun in britische Kriegsgefangenschaft und wurde dann bis Kriegsende im schweizerischen Brunnen SZ am Vierwaldstättersee interniert. Nach 1918 war er als Regierungsrat im Demobilmachungsamt in Berlin tätig, das dem Auswärtigen Amt unterstand.

### Strafverteidiger in der Weimarer Republik und im Dritten Reich
Dix ließ sich 1920 als Rechtsanwalt in einer gemeinsamen Anwaltssozietät mit seinem Bruder Hellmuth Dix (1897–1965) sowie den Anwälten Ferdinand Bartmann, Joachim Lingenberg und Agnes Nath-Schreiber in Berlin nieder. Später wurde Dix auch als Notar zugelassen.
Er war in aufwändigen Mammutprozessen der Weimarer Republik als Verteidiger engagiert, 1930 zusammen mit Max Alsberg und Martin Drucker im sogenannten Ullstein-Prozess und 1932 zusammen mit Max Alsberg im Katzenellenbogen-Prozess und mit Max Alsberg und Wolfgang Heine im Caro-Petschek-Prozess. Im Katzenellenbogen-Prozess versuchte er vor allem die politischen Hintergründe des Prozesses aufzudecken. Nach den rechtshistorischen Untersuchungen von Hubert Lang (2007) fiel Dix im Caro-Petschek-Prozess mit „nationalistischen Tönen im Sprachgebrauch der Nationalsozialisten“ gegen die Nebenklage auf. Dieser Meinung wiederum schloss sich der Deutsche Anwaltsverein nicht an.
Der Geschäftsleiter des DAV (von 1928 bis 1933), Ferdinand Bartmann, schrieb Rudolf Dix folgende Charaktereigenschaften zu: Beredsamkeit, Charme, Fingerspitzengefühl, Gerechtigkeitssinn, Weitblick und Überredungsgabe. Darüber hinaus hielt ihn der Jurist Carl Haensel in seinem Nachruf für einen: „sachkundigen Redner“, „kultivierten Anwalt“ und „musischen Fachmann“. Dix interessierte sich sehr für Wissenschaft und Kunst. Er gehörte beispielsweise 1921 zu den Gründungsmitgliedern der konservativ-revolutionären Nietzsche-Gesellschaft zu München. Dix war auch bereits in der Weimarer Republik Mitglied im einflussreichen Deutschen Herrenklub, der jungkonservative Ziele verfolgte.

#### Vorstandsmitglied im Deutschen Anwaltsverein
Auf dem Deutschen Anwaltstag 1927 in Stuttgart plädierte er für einen Numerus clausus in der Rechtsanwaltschaft, um die Freiheit und der Qualität des Berufsstandes aufrechtzuerhalten. Die Anwaltschaft vertrat darüber unterschiedliche Auffassungen (Befürworter: u. a. Rudolf Dix, Hodo von Hodenberg; Gegner: u. a. Max Alsberg, Max Friedländer). Nachdem er Mitglied des Anwaltskammervorstands in Berlin war und im April 1931 Einsitz in den Vorstand des Deutschen Anwaltvereins (DAV) genommen hatte, wurde er 1932 als Nachfolger von Martin Drucker dessen Präsident, bis er im Mai 1933 von dem durch die Nationalsozialisten unterstützten Hermann Voss abgelöst wurde. 1932 antwortete er noch dem NSDAP-Landtagsabgeordneten Wilhelm Kube in einem Brief: „Gleichgültig, welche Stellung man weltanschaulich, politisch und rassemäßig zur Judenfrage einnimmt, kann man nur die menschliche und politische Kulturlosigkeit bedauern, die in solchen antisemitischen Ausfällen gegen meine jüdischen Kollegen liegt.“ Dix verstand aber auch den Beruf des Rechtsanwalts als „unbeamteten Hoheitsfunktionär“ und empfahl 1933 den jüdischen Anwaltskollegen den Austritt aus dem DAV. Er rief 1933 zum Pakt mit dem Nationalsozialismus auf und ebnete den Weg in die Reichsfachgruppe Rechtsanwälte des Bundes Nationalsozialistischer Deutscher Juristen (BNSDJ): „um der Gesundung von Volk und Reich zu dienen, den Staat in Sicherheit zu gründen und die Verbundenheit des Volkes über Stände und Berufe hinweg herzustellen“. Die deutsche Übersetzung des Hilberg-Standardwerks Die Vernichtung der europäischen Juden von 1990 nannte ihn als ersten Präsidenten des Nationalsozialistischen Rechtswahrerbunds (NSRB, Nachfolgeorganisation des BNSDJ), was jedoch als Übersetzungsfehler gedeutet werden muss, da nur Hans Frank und Otto Georg Thierack der Organisation vorstanden. Im April 1933 gratulierte er Adolf Hitler zur gewonnenen Reichstagswahl am 5. März 1933. Hitler wiederum verlieh ihm am 20. April 1939 zusammen mit zwei anderen Juristen die Ehrenbezeichnung Justizrat.

#### Pflichtverteidiger am Volksgerichtshof
Im Dritten Reich legte Rudolf Dix alle juristischen Ehrenämter nieder. Die Nationalsozialisten versuchten, ihn zunächst für ihre Ideologie zu gewinnen und drohten ihm nach den misslungenen Überzeugungsversuchen mit der Einweisung in ein Konzentrationslager. Dix war, statt sich opportunistisch anzupassen, in der preußischen Wirtschaft tätig u. a. als Aufsichtsratsvorsitzender der Oranienburger Chemische Fabrik AG (ab 1939) und der „Hubertus“ Grundstücks-Aktiengesellschaft (ab 1943). Er wurde zudem finnischer Konsul und Generalkonsul. Er stand in den 1940er Jahren im engen Kontakt zum ehemaligen finnischen Ministerpräsidenten und Botschafter in Berlin Toivo Kivimäki (1940–1944), für den er als Informant arbeitete. Kivimäki lehnte als liberaler Politiker das Militärbündnis Ryti-Ribbentrop-Vertrag zwischen der Republik Finnland und dem Deutschen Reich ab. Dieser bezeichnete Dix rückblickend als politischen Oppositionellen.
Dix wurde ab 1934 zu einem der wichtigsten Strafverteidiger Preußens. Er vertrat mehrere politische und religiöse Oppositionelle im Dritten Reich u. a. die Jesuiten (wie den 1944 zum Tode verurteilten römisch-katholischen Diözesanpriester Max Josef Metzger) vor dem Volksgerichtshof. Er war 1937 Strafverteidiger des Bischofs von Meißen Petrus Legge. Von 1942 bis 1943 hatte er ein Mandat für den Diplomaten und Widerstandskämpfer Hans von Dohnanyi († 1945). Außerdem war er juristischer Berater des Widerstandskämpfers Helmuth James Graf von Moltke († 1945) und von dessen Frau Freya von Moltke.

### Sprecher der Anwaltschaft in den Nürnberger Prozessen

#### Nürnberger Prozess gegen die Hauptkriegsverbrecher

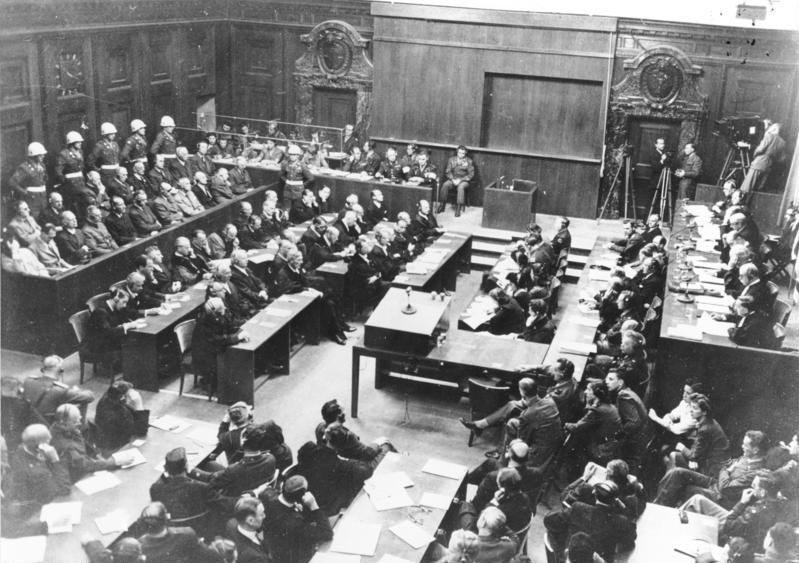
Nürnberger Prozess, Verhandlungssaal

Von 1945 bis 1948 war er gewählter Sprecher der Anwaltschaft vor dem Internationalen Militärgericht (IMG) in Nürnberg.
Im Nürnberger Prozess gegen die Hauptkriegsverbrecher, der am 20. November 1945 begann, war er Hauptverteidiger des wegen Verschwörung und Verbrechen gegen den Frieden angeklagten ehemaligen Reichsbankpräsidenten und Reichswirtschaftsministers Hjalmar Schacht. Diesem stand er bereits nach dem gescheiterten Attentat vom 20. Juli 1944 rechtlich zur Seite, denn Schacht drohte die Anklage vor dem Volksgerichtshof. In Nürnberg wählte Schacht einen weiteren Rechtsanwalt, den auf internationales Recht spezialisierten Herbert Kraus, der Dix assistierte. Die Strategie der Verteidigung war im Kreuzverhör mit dem amerikanischen Hauptanklagevertreter Robert H. Jackson darauf ausgelegt, Schacht in die Nähe des frühen militärischen Widerstandes im Nationalsozialismus zu rücken. Der Wirtschaftshistoriker Christopher Kopper sprach von „Legendenbildung“. Dafür war beispielsweise der Entlastungszeuge Hans Bernd Gisevius, ein ehemaliger Widerstandskämpfer, bestellt worden. Dieser zählte Schacht in seinem Verhör als einzigen Angeklagten ausdrücklich nicht zu den nationalsozialistischen Verbrechern. Der Nationalökonom und Journalist Heinz Pentzlin machte vor allem die schlechte Beweisführung von Jackson für die positive Bilanz der Verteidigung verantwortlich. Schacht wurde wie Franz von Papen durch eine Patt-Entscheidung (2 : 2) der Richterschaft am 1. Oktober 1946 in allen Anklagepunkten freigesprochen. Für Dix bedeutete das einen großen Erfolg, da zeitgleich 12 der 23 anderen Angeklagten zum Tode verurteilt wurden. Der Jurist Haensel interpretierte später sein Engagement in Nürnberg mit „Kühnheit“ und „Eindringlichkeit“. Da Schacht aber ein juristisches Nachspiel in der Westzone durchlaufen musste, begleitete er ihn bis 1952 erfolgreich vor der bayerischen und württembergischen Spruchkammer.

#### Flick-Prozess

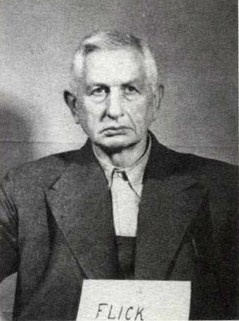
Friedrich Flick

Im anschließenden Flick-Prozess (1947) verteidigte er den Unternehmer Friedrich Flick. Dazu wurde er von ihm zuvor im Sommer 1946 beauftragt. Flick verlangte von Dix ein „qualitativ gute[s] und geschlossene[s] Verteidigungskorps für die Industrieprozesse“. Er gab Interpretationen zu Sachverhalten vor. Beispielsweise sprach Flick bei Unternehmensübernahmen von einer „staatspolitischen Notwendigkeit“ und rechtfertigte Arisierungen mit Abwendung schlimmeren Unheils. Ferner wies er darauf hin, dass er die ihm von den Nationalsozialisten versprochenen Ilse-Reservefelder nie erhielt. Dix vertrat auch die These Flicks, über die Beschäftigung von NS-Zwangsarbeitern hätte nicht Flick, sondern staatliche Stellen entschieden. Im Plädoyer versuchte Dix schließlich erfolglos die nationale Zusammensetzung des Richterkollegiums unter dem Vorsitz von Charles B. Sears in Frage zu stellen. Flick wurde am 22. Dezember 1947 wegen Sklavenarbeit, Verschleppung zur Sklavenarbeit, Ausplünderung der besetzten Gebiete und Teilnahme an Verbrechen der SS zu sieben Jahren Haft verurteilt. Eine Revision durch eine von Dix beauftragte US-amerikanische Kanzlei scheiterte letztinstanzlich 1950 vor dem U.S. Supreme Court wegen Nichtzuständigkeit amerikanischer Gerichte.

#### I.G.-Farben-Prozess
Im I.G.-Farben-Prozess (1948) verteidigte er dann als Nachfolger von Otto Kranzbühler (ab 3. Oktober 1947) den ehemaligen Vorstandsvorsitzenden der I.G. Farben Hermann Schmitz. Seine Assistenten waren die Rechtsanwälte Hanns Gierlichs und Günther Lummert (ab 4. Mai 1948). Schmitz wurde im Juli 1948 wegen Plünderung zu vier Jahren Haft verurteilt. Bei der historischen Sichtung der Prozessakten kam es in der Folge zu Namensverwechslungen, da sein Bruder Helmuth Dix zeitgleich das Vorstandsmitglied der I.G. Farben Christian Schneider verteidigt hatte.

### Tätigkeit in der Bundesrepublik
Dix eröffnete sodann eine staatsrechtliche Anwaltskanzlei in Frankfurt am Main. Zum Polit-Skandal um Bundeskanzleramtschef Hans Globke äußerte sich Rudolf Dix mit: „Wenn überhaupt jemand nach seiner politischen und menschlichen Haltung in der Nazizeit berufen ist, eine führende Stellung im heutigen Staatsgefüge zu bekleiden, so ist es ein Mann wie Globke.“ Beim KPD-Verbotsprozess vor dem Bundesverfassungsgericht in Karlsruhe war er bis zu seinem Tod Prozessbevollmächtigter der Bundesregierung Adenauer.
Dix war ein begeisterter Reiter, Jäger und Wanderer. Er erlitt auf dem Biberkopf (Alpen) einen Bergunfall und verstarb 1952 an seinen Folgen. Dix wurde in den Alpen beigesetzt.

## Schriften

### Monographien
- Die rechtliche Stellung des Verteidigers zum Angeklagten. Hahn, Leipzig 1907. (= zugleich Dissertation, Universität Leipzig, 1907)
- Vorurteilslose Diplomatie. Gedanken zur Reform. Verlag Das Buch, Paul Altheer, Zürich 1918.

### Herausgeberschaft
- mit Felix Bondi, Richard Graßhoff, Paul Marcuse, Ernst Wolff: Festschrift Herrn Rechtsanwalt und Notar Justizrat Dr. jur. h. c. Albert Pinner zu seinem 75. Geburtstag gewidmet von dem Deutschen Anwaltverein, dem Berliner Anwaltverein, und der Firma Walter de Gruyter & Co. De Gruyter, Berlin u. a. 1932.

### Aufsätze
- Die Rechtsanwaltschaft im Wirtschafts- und Rechtsleben. In: Juristische Wochenschrift 1927, 9 ff.
- Besprechung von Feuchtwanger: Der Staat und die freien Berufe. In: Berliner Anwaltsblatt 1930.
- Der Anwalt des Rechts. In: Anwaltsblatt 1931.
- Adolf Heilberg. In: Anwaltsblatt 1933, 1.
- Totaler Staat und freie Advokatur In: Deutsche Juristen-Zeitung 1934, 243 ff.
- mit Keßler: Der Jugendverteidiger. In: Deutsches Recht 1940, 2038–2041.
- Die Urteile in dem Nürnberger Wirtschaftsprozess. In: Neue Juristische Wochenschrift 1949, 652.
- Heinrich Dittenberger. Gratulation zum 75. Geburtstag. In: Neue Juristische Wochenschrift 1950, 138.
- Die Vernehmung des Beschuldigten. In: Ernst Wolff (Hrsg.): Beiträge zum Öffentlichen Recht. Deutsche Landesreferate zum III. Internationalen Kongreß für Rechtsvergleichung in London 1950. De Gruyter, Berlin 1950.

## Filmdokumente
- Der Nürnberger Prozess. Dokumentarfilm, Chronos Film, Deutschland 1996, Regie: Bengt von zur Mühlen.